# 卡曼多纳
卡曼多纳（義大利語：Camandona），是意大利比耶拉省的一个市镇。总面积9平方公里，人口384人，人口密度42.7人/平方公里（2009年）。ISTAT代码为096009。

## 友好城市
- 法國福西尼，2011年